# Lista över mottagare av Vasaorden
Detta är en lista över riddare och kommendörer av Vasaorden i urval:

## Kommendörer med stora korset av Vasaorden (1772–1860)
| Datum             | Namn                               | Titel                          | Land           | Anmärkning |
| ----------------- | ---------------------------------- | ------------------------------ | -------------- | ---------- |
| 28 maj 1772       | Carl Fredrik Scheffer              | Ordenskansler                  | Sverige        |            |
| 28 maj 1772       | Charles De Geer                    | Hovmarskalk                    | Sverige        |            |
| 28 maj 1772       | Hans Ramel                         | Överste                        | Sverige        |            |
| 12 augusti 1772   | Gabriel Falkenberg af Trystorp     | Landshövding                   | Sverige        |            |
| 19 mars 1778      | Honoré Gabriel Riqueti de Mirabeau | Markis                         | Frankrike      |            |
| 22 augusti 1782   | Johan Diedric Duwall               | Generallöjtnant                | Sverige        |            |
| 21 november 1792  | Carl Oxenstierna                   | Överhovstallmästare            | Sverige        |            |
| 15 september 1792 | Carl Wachtmeister                  | Major                          | Sverige        |            |
| 24 november 1794  | Charles De Geer                    | Kammarherre                    | Sverige        |            |
| 26 november 1798  | Fredrik Henrik af Chapman          | Vice amiral                    | Sverige        |            |
| 14 juli 1800      | Albrekt von Lantingshausen         | Överste                        | Sverige        |            |
| 28 maj 1801       | Rabbe Gottlieb Wrede               |                                | Sverige        |            |
| 8 mars 1802       | Johan Gabriel Oxenstierna          | Ordens Cantzler                | Sverige        |            |
| 15 augusti 1803   | Carl Philip von Blixen-Finecke     | Generalmajor                   | Sverige        |            |
| 1 mars 1805       | Eric Ruuth                         | En av rikets herrar            | Sverige        |            |
| 30 juni 1808      | Thomas Erskine, 1:e baron Erskine  | Lord of Kellie                 | Storbritannien |            |
| 3 juli 1809       | Lars August Mannerheim             | Expeditionssekreterare         | Sverige        |            |
| 28 januari 1813   | Karl XIV Johan                     | Kronprins                      | Sverige        |            |
| 9 juli 1814       | Tage Thott                         | Landshövding                   | Sverige        |            |
| 12 augusti 1815   | Carl Kristoffer Arfwedson          | Kommerseråd                    | Sverige        |            |
| 12 augusti 1815   | David von Schulzenheim             | Förste arkiatern               | Sverige        |            |
| 29 april 1816     | Kjell Christoffer Barnekow         | Hovjägmästare                  | Sverige        |            |
| 19 juni 1816      | Gustaf Gyllenstorm                 | Överste                        | Sverige        |            |
| 7 oktober 1817    | Fritz Henrik von Krassow           | Kammarherre                    | Sverige        |            |
| 11 maj 1818       | Kronprins Oscar                    |                                | Sverige        |            |
| 11 maj 1818       | Hans Niclas Schwan                 | Direktör                       | Sverige        |            |
| 11 maj 1818       | Arvid Virgin                       | Konteramiral                   | Sverige        |            |
| 23 juni 1820      | Axel Eric Gyllenstierna            | Landshövding                   | Sverige        |            |
| 23 juni 1820      | Peter Schönström                   | Överste                        | Sverige        |            |
| 28 januari 1821   | Jakob Otto Cronstedt               | Major                          | Sverige        |            |
| 28 januari 1821   | Carl Fredrik Dücker                | Major                          | Sverige        |            |
| 24 maj 1821       | Christian Ehrenfried von Weigel    | Förste arkitaer                | Sverige        |            |
| 19 augusti 1823   | Johan Claes Lagersvärd             | Minister                       | Sverige        |            |
| 28 januari 1824   | Pehr Gustaf af Ugglas              | Överste                        | Sverige        |            |
| 27 november 1826  | Pehr Dubb                          | Överfältläkare                 | Sverige        |            |
| 4 juli 1827       | David Harald Frölich               | Överste                        | Sverige        |            |
| 31 augusti 1829   | Jöns Jacob Berzelius               | Professor                      | Sverige        |            |
| 31 augusti 1829   | Per Adolf Tamm                     | Brukspatron                    | Sverige        |            |
| 26 januari 1831   | Fredrik Ulf Bonde                  | Kammarherre                    | Sverige        |            |
| 13 juni 1835      | Pehr von Afzelius                  | Förste arkiatern               | Sverige        |            |
| 26 januari 1839   | Johan Carl Adelswärd               | Överkammarjunkare              | Sverige        |            |
| 26 januari 1839   | Magnus Andreas Thulstrup           | generalkirurg                  | Sverige        |            |
| 28 januari 1842   | Erik af Edholm                     | Förste arkiatern               | Sverige        |            |
| 6 februari 1843   | Edvard Fredrik von Saltza          | Överstekammarjunkare           | Sverige        |            |
| 6 februari 1843   | Hilmar Meincke Krohg               | Amtmand                        | Norge          |            |
| 6 februari 1843   | Friedrich Karl von Strombeck       |                                |                |            |
| 26 juli 1843      | von Schmückert                     |                                | Preussen       |            |
| 27 november 1848  | Carl Arvidsson                     | Direktör                       | Sverige        |            |
| 26 juni 1850      | Axel Gustaf Gyllenkrok             | Överstekammarjunkare           | Sverige        |            |
| 4 september 1851  | Olof Wijk                          | Kommerseråd                    | Sverige        |            |
| 10 november 1851  | Gustaf Piper                       | Överstekammarjunkare           | Sverige        |            |
| 9 augusti 1852    | Roux de Damiany                    | Statsråd                       | Ryssland       |            |
| 28 april 1853     | Carl Johan Ekströmer               | Ordförande och generaldirektör | Sverige        |            |
| 31 maj 1853       | Gersdorff                          | Geheimråd och kammarherre      | Preussen       |            |
| 22 september 1856 | Carl Berling                       | Kammarherre                    | Danmark        |            |
| 1 december 1857   | Baltzar von Platen                 | Statsråd                       | Sverige        |            |
| 28 april 1858     | Ferdinand Braunerhielm             | Överhovstallmästare            | Sverige        |            |
| 28 april 1858     | Johan August Anckarsvärd           | Överste                        | Sverige        |            |
| 28 april 1858     | Wilhelm Fredrik Tersmeden          | Ryttmästare                    | Sverige        |            |
| 4 oktober 1858    | Nils Ericsson                      | Överste                        | Sverige        |            |
| 22 augusti 1859   | Émilien de Nieuwerkerke            | Direktör                       | Frankrike      |            |
| 5 maj 1860        | Gustaf Sterky                      | Generalkonsul                  | Sverige        |            |
| 7 september 1860  | Muhammad III as-Sadiq              | Bej över Tunis                 | Tunisien       |            |